# Wave (Antônio Carlos Jobim)
Wave è il terzo album di Antônio Carlos Jobim, pubblicato nel 1967.
Il disco raccoglie alcune delle canzoni meno conosciute del musicista brasiliano, anche se due dei brani, Wave e Triste, raggiunsero subito un alto indice di popolarità. Gli arrangiamenti ad opera del tedesco Claus Ogerman, conditi di archi e di fiati che vestono con maestria la linea del pianoforte, costituiscono un esempio stilistico che verrà preso a modello nei decenni a venire.
Tra i musicisti che parteciparono alle registrazioni, oltre a Jobim, spiccano il celebre contrabbassista jazz Ron Carter e il trombonista Urbie Green.

## Tracce
1. Wave – 2:58
2. The Red Blouse – 5:06
3. Look to the Sky – 2:20
4. Batidinha – 3:15
5. Triste – 2:04
6. Mojave – 2:23
7. Diálogo – 2:52
8. Lamento – 2:44 (testo: Vinícius de Moraes)
9. Antigua – 3:10
10. Captain Bacardi – 4:30

## Formazione
- Antônio Carlos Jobim – piano, chitarra, tastiere
- Bernard Eichen, Lewis Eley, Paul Gershman, Emanuel Green, Louis Haber, Julius Held, Leo Kruczek, Harry Lookofsky, Joseph Malignaggi, Gene Orloff, Raoul Poliakin, Irving Spice, Louis Stone – violino
- Abe Kessler, Charles McCraken, George Ricci, Harvey Shapiro – violoncello
- Urbie Green, Jimmy Cleveland – trombone
- Raymond Beckenstein, Romeo Penque, Jerome Richardson – flauto, ottavino
- Ron Carter – contrabbasso
- Joseph Singer – corno francese
- Dom Um Romão, Bobby Rosengarden, Claudio Slon – percussioni
- Claus Ogerman – arrangiamenti - direzione d'orchestra